# Парабіта
Парабіта (італ. Parabita, сиц. Parabita) — муніципалітет в Італії, у регіоні Апулія, провінція Лечче.
Парабіта розташована на відстані близько 520 км на південний схід від Рима, 165 км на південний схід від Барі, 34 км на південь від Лечче.
Населення — 9235 осіб (2014).
Покровитель — Santa Maria della Coltura.

## Демографія
Населення за роками:

Станом на 1 січня 2023 року в муніципалітеті офіційно проживало 178 іноземців з 32 країн, серед них 93 громадяни країн Євросоюзу та 4 громадяни України.

## Сусідні муніципалітети
- Алеціо
- Коллепассо
- Матіно
- Нев'яно
- Тульє